# Savage Love (Laxed – Siren Beat)
«Savage Love (Laxed – Siren Beat)», conocida originalmente como Savage Love, es una canción del productor musical neozelandés Jawsh 685 y el cantante estadounidense Jason Derulo. Fue lanzada oficialmente el 11 de junio de 2020, tras la resolución entre los dos artistas sobre problemas de autorización del uso de muestras.

## Antecedentes y promoción

### Laxed (Siren Beat)
Originalmente, Jawsh 685 publicó el instrumental, titulado «Laxed (Siren Beat)», en YouTube en 2019. Tras su éxito viral, «Laxed (Siren Beat)» se lanzó oficialmente en plataformas digitales el 24 de abril de 2020 y Jawsh 685 firmó con Columbia Records en mayo del mismo año.

### Uso no autorizado de Derulo
El 11 de mayo de 2020, Derulo lanzó un adelanto de «Savage Love», que se realizó en base a una muestra de «Laxed (Siren Beat)». Sin embargo, Derulo no acreditó a Jawsh 685 ni obtuvo permiso para usar la muestra.  Esto provocó una ola de reacciones negativas y peticiones para que Derulo aclarara apropiadamente la muestra y diera crédito a Jawsh 685.  Se reportó que Jawsh 685 había hablado con varios artistas, incluyendo a Derulo, para remezclar «Laxed (Siren Beat)», pero Derulo «fue deshonesto» y lanzó «Savage Love» sin haber obtenido el permiso para hacerlo. Una fuente cercana a la situación declaró que Derulo quería que la canción fuera solamente suya y tener a Jawsh 685  como el productor, pero Jawsh 685 quería más control sobre el trabajo y no deseaba ser «intimidado por un artista más grande para publicar la canción».

## Remezcla de BTS
El 2 de octubre de 2020 se lanzó una remezcla con el septeto surcoreano BTS, que incluyó un nuevo verso cantado en coreano. El tema incluye predominantemente las voces de los integrantes Jungkook, Suga, y J-Hope.

### Lista de canciones
| N.º | Título                                                        | Duración |  |
| 1.  | «Savage Love (Laxed – Siren Beat) (BTS remix)»                | 3:04     |  |
| 2.  | «Savage Love (Laxed – Siren Beat) (BTS remix)» (instrumental) | 3:04     |  |

### Posicionamiento en listas
| Lista (2020)                       | Mejor posición |
| ---------------------------------- | -------------- |
| Estados Unidos (Billboard Hot 100) | 1              |
| Global 200 (Billboard)             | 1              |
| Global Excl. U.S. (Billboard)      | 3              |

### Certificaciones y ventas
| Corea del Sur (KMCA) | Platino | 100 000 000 |